# Ларссон, Петер (лыжник)
Петер Ларссон (швед. Peter Larsson) (род. 10 ноября 1978 года, Лулео) — шведский лыжник, победитель этапов Кубка мира. Ярко выраженный специалист спринта. 

## Спортивная карьера
В Кубке мира Ларссон дебютировал 27 декабря 1999 года, в октябре 2002 года одержал первую победу на этапе Кубка мира, в спринте. Всего имеет на своём счету 6 побед на этапах Кубка мира, 2 в командном спринте и 4 в личном. Лучшим достижением Ларссона в общем итоговом зачёте Кубка мира является 12-е место в сезоне 2005/06.  
На Олимпийских играх 2002 года в Солт-Лейк-Сити стартовал в спринте, но был дисквалифицирован.
На Олимпиаде-2006 в Турине стал 13-м в спринте.
За свою карьеру принимал участие в одном чемпионате мира, на чемпионате мира 2003 года в Валь-ди-Фьемме был 17-м в спринте свободным стилем. 
Использует лыжи производства фирмы Fischer, крепления Salomon.